# Neivamyrmex rugulosus
Neivamyrmex rugulosus (лат.) — вид кочевых муравьёв рода Neivamyrmex из подсемейства Ecitoninae (Formicidae). Известны только рабочие.

## Распространение
Новый Свет: Северная Америка (США, Мексика).

## Описание
Длина рабочих от 3 до 4,5 мм. Описаны в 1953 году по материалам из Мексики и только по рабочей касте. Отличаются морщинисто-пунктированной скульптурой тела, голова и другие части матовые. Основная окраска красновато-коричневая. Усики рабочих 12-члениковые. Нижнечелюстные щупики 2-члениковые, нижнегубные щупики состоят из 2—3 сегментов. Мандибулы треугольные. Глаза отсутствуют или редуцированы до нескольких фасеток. Оцеллии и усиковые бороздки отсутствуют.  Коготки лапок простые без дополнительных зубцов на вогнутой поверхности. Проподеум округлый, без зубцов. Дыхальца заднегруди расположены в верхнебоковой её части или около средней линии проподеума. Голени средних и задних ног с одной гребенчатой шпорой. Стебелёк между грудкой и брюшком у рабочих состоит из двух члеников. Жало развито.
Ведут кочевой образ жизни. Постоянных гнёзд не имеют, кроме временных бивуаков.

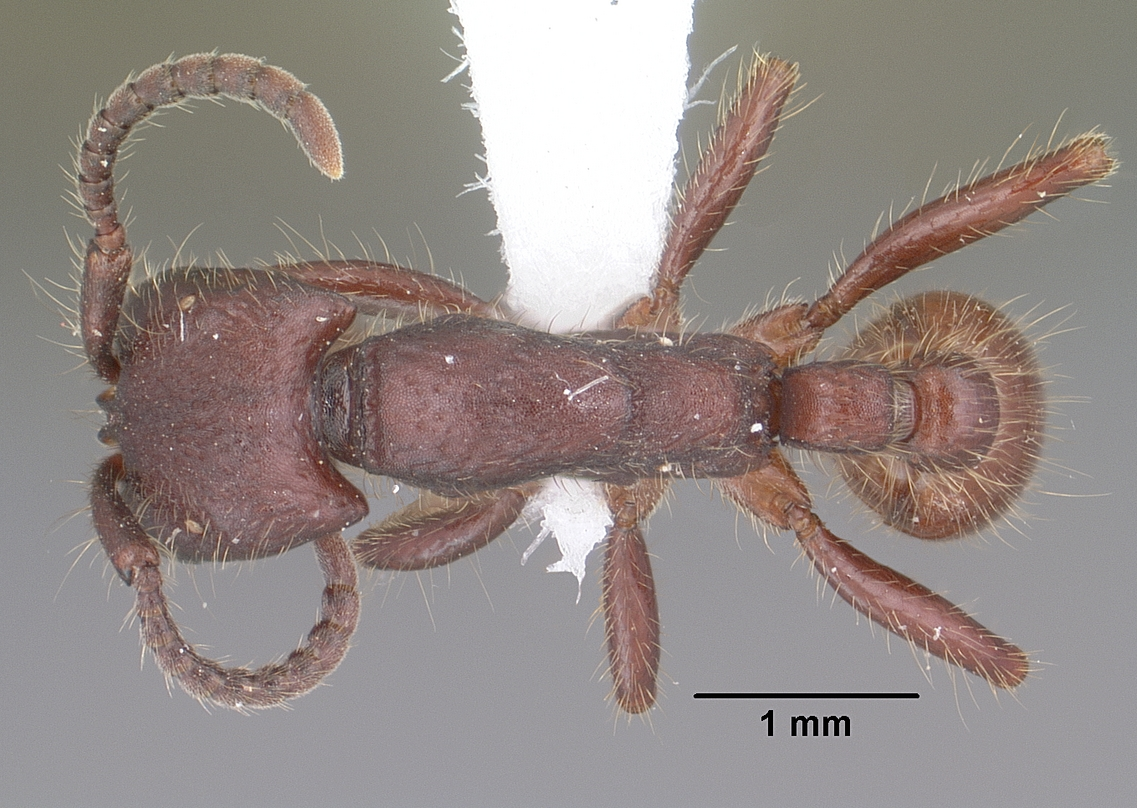
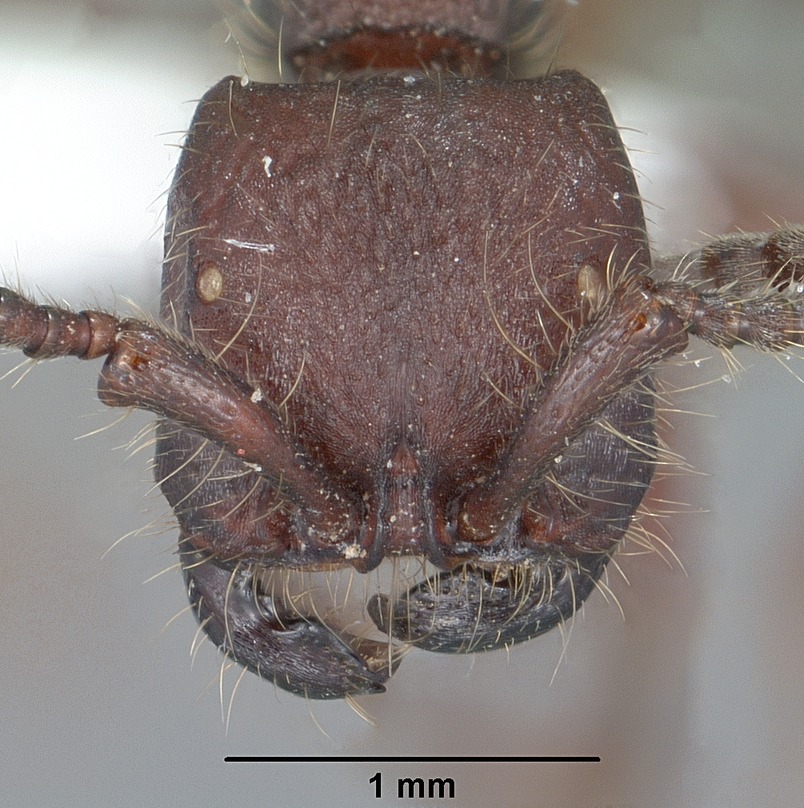